# Cholderton
Cholderton est une paroisse civile et un village du Wiltshire, en Angleterre.